# L'Infini turbulent
L'Infini turbulent est un essai autobiographique d'Henri Michaux, paru en 1957.

## Résumé
Henri Michaux relate de façon scientifique son expérience de l'usage de la mescaline, sous contrôle médical. Il décrit l'état dans lequel il se trouve selon la dose et selon les circonstances. Il explique la façon dont la réalité se trouve altérée. Il parle des écrits et des dessins caractéristiques qu'il a fait sous mescaline. 
Henri Michaux donc fait un examen objectif des effets de cette drogue sur sa propre créativité artistique, sur sa façon de voir le monde qui l'entoure, en parvenant à le retranscrire par les mots ou par le dessin.